# Pithecia mittermeieri
Pithecia mittermeieri — спірний вид мавп сакі, різновид мавп Нового Світу. Це ендемік західно-центральної Бразилії.

## Розповсюдження
Цей вид є ендеміком Бразилії, де він зустрічається на південь від річки Амазонка між річками Мадейра і Тапажос. Через вплив людини ареал значно скоротився порівняно з попереднім, і зараз більшість популяцій зустрічається на південь від річки Аріпуана в штаті Мату-Гросу. У 2015 році популяції цього виду були виявлені на півночі Пантаналу.

## Опис
Це один з найбільш мінливих видів саки за забарвленням. Самці цього виду мають здебільшого чорну шерсть із довгими білими смугами та передпліччя, вкриті густими короткими білими волосками. Самиці мають подібне забарвлення, але менш сиві.